# Chlapec z ulice
Chlapec z ulice je studiové album Miroslava Žbirky, které v roce 1986 vydalo hudební vydavatelství Opus. Žánrově se řadí k pop rocku.
Sestává z jedenácti písní.

## Seznam skladeb
1. Ulica
2. Vzpomínky
3. L'udia vravia
4. Dr. Jekyll a Mr. Hyde
5. Huckleberry Finn
6. Chlapec z ulice
7. Katka
8. Pekný chlapec
9. Mladosť
10. Kúp mi knihu
11. Slávou opitý